# Iwan Wasiljewicz
Iwan Wasiljewicz (Иван Васильевич) – komedia Michaiła Bułhakowa. Powstała w 1935 roku na zamówienie rosyjskich teatrów, których publiczność domagała się kolejnych inscenizacji zrealizowanych na podstawie dzieł tego pisarza.

## Przegląd treści
Dzieło to jest satyrą na wczesną fazę nowego ustroju w latach 30. w ZSRR.
Genialny radziecki uczony, Timofiejew, pracuje nad wynalazkiem, który ma się okazać epokowym odkryciem. Pochłonięty pracą nad maszyną do podróży w czasie nie zwraca uwagi na wyznania żony, która oświadcza, że go zdradziła i wyjeżdża z kochankiem. Wręcza jej nawet swoje ostatnie pieniądze, by mogła kupić bilet. Z tego powodu nie może zapłacić za czynsz, gdy przychodzi do niego administrator domu.
Tytułowy Iwan Wasiljewicz Bunsza, wspomniany administrator, grozi, że wezwie milicję. Uczony demonstruje mu, jak działa nowy wynalazek, co obserwuje też złodziej Żorż Miłosławski. Próba przeniesienia się w czasie powodzi się. Trafiają na carski dwór w XVI w., ale na skutek awarii i ogólnego zamieszania, które wywołują pojawieniem się, Bunsza i Miłosławski zostają w XVI w., a panujący wtedy Iwan Wasiljewicz Groźny pojawia się nagle w mieszkaniu wynalazcy. Okazuje się też, że zaginął klucz do machiny czasu, nie jest więc łatwo naprawić błąd.
Bohaterowie – ci przeniesieni w przeszłość i ci w przyszłość – znacznie odstają od rzeczywistości, w której się niespodziewanie znaleźli: zdradzają ich nieodpowiednie stroje, sposób mówienia, postrzeganie świata. Komicznie są też ukazane w sztuce konsekwencje wynikłe z powodu długotrwałego przebywania przez bohaterów w niewłaściwej epoce.

## Adaptacja filmowa
W 1973 na podstawie sztuki Bułhakowa powstał film – Iwan Wasiljewicz zmienia zawód (ros. Иван Васильевич меняет профессию; reż. Leonid Gajdaj), w którym wystąpili m.in.:
- Aleksandr Diemjanienko jako inżynier Aleksandr Siergiejewicz, czyli Szurik, postać znana również z innych filmów Gajdaja
- Jurij Jakowlew jako Iwan Bunsza oraz Iwan Groźny,
- Leonid Kurawlow jako złodziej Żorż Miłosławski,
- Nina Masłowa jako caryca,
- Natalja Sielezniowa jako aktorka i żona Szurika Zinajda Timofjejewa, zwana Ziną.

## Spektakl Teatru Telewizji
W roku 1995 na podstawie tej sztuki Janusz Zaorski zrealizował spektakl Teatru Telewizji pod tytułem Ach, co za wynalazek. W widowisku tym wystąpili m.in.:
- Joanna Szczepkowska jako Zinaida Michajłowna,
- Anna Seniuk jako Caryca – Uliana Andriejewna
- Kazimierz Kaczor jako Timofiejew,
- Piotr Fronczewski jako Bunsza oraz Iwan Groźny,
- Paweł Wawrzecki jako Piotr Miłosławski,
- Wiktor Zborowski jako Szpak,
- Krzysztof Zaleski jako Jakin,
- Jan Kociniak jako Diak,
- Leszek Teleszyński jako Poseł szwedzki,
- Gustaw Lutkiewicz jako Patriarcha
- Jan Jurewicz jako Milicjant.